# Fox Racing
Fox Racing Inc. es una compañía estadounidense dedicada a fabricar ropa para deportes extremos, en su mayoría motocross y mountain bike. Fue fundada en 1974
y es manejada privadamente por el fundador y su hijo: Geoff y Peter Fox.

## Historia
Fox Racing se entrelaza con Fox Racing Shox, una empresa creada por el hermano de Geoff Fox en el mismo año. La empresa de Bob antes estaba dirigida por una empresa llamada Moto-X Fox, pero después de un tiempo Bob decidió separarse de ellos y montó su propia empresa, que sigue estando en pie como unas de las mejores empresas de suspensiones en todo tipo de vehículos. Ahora Fox Racing y Fox Racing Shox son una sola empresa conocida como Fox Head Inc.
Fox Head Inc. tiene su sede en Irvine, California con otras sedes secundarias en: Barcelona (España), Calgary, Alberta (Canadá).
Esta empresa llegó a la fama trabajando muy cerca con riders como: Ricky Carmichael, James Stewart, Damon Bradshaw, Rick Johnson, Mark Barnett, Doug Henry, Jeremy McGrath y Steve Lamson.
Un detalle que no conoce mucha gente es el hecho de que en los primeros años de esta empresa construyeron motores de competición para Yamaha.
Fox creó un equipo competitivo para motocross, con unos de los kits más avanzados de todos los equipos. Gracias a eso, ganó la AMA Supercross Championship y la FIM World Supercross Championship.

## Distribución
Los productos de esta empresa internacional son distribuidos en más de 50 países, incluyendo: Estados Unidos de América, Australia, Argentina, Brasil, Chile, México, Nueva Zelanda, Colombia, Japón, Perú, Sudáfrica, Canadá, Reino Unido y Venezuela..

## Equipos Fox
Fox recluta atletas en deportes como Motocross,  Snowboard, Wakeboard y Ciclismo de Montaña entre otros.